# Lupin III. vs. Ein Supertrio – Cat’s Eye
Lupin III. vs. Ein Supertrio – Cat's Eye (Japanisch: ルパン三世 VS キャッツ・アイ, Rupan sansei vs Kyattsu ai) ist eine Web-Anime der japanischen Filmregisseure Hiroyuki Seshita, Kōbun Shizuno und Keisuke Ide.

## Handlung
Die Diebesbande Cat's Eye besteht aus den drei Schwestern Hitomi, Nami und Love. Sie stehlen Bilder ihres verschwundenen Vaters, um herauszufinden, wo er sich aufhält. Nun sind sie hinter drei Bildern her, denn sie sollen der Schlüssel zu einem ungelösten Rätsel sein. Während sie ein Bild aus einer Ausstellung stehlen, entwendet der berüchtigte Dieb Lupin III. auch ein Bild des Vaters. Auf der Suche nach den anderen Porträts des Künstlers treffen sie schließlich auf Lupin und geraten in einen Konflikt mit ihm.

## Produktion
Der Film wurde am 21. September 2022 angekündigt, und am selben Tag wurden die erste Besetzung und die Bestätigung von Kanichi Kurita und Keiko Toda als Lupin bzw. Hitomi bekannt gegeben. Der Film feiert das 50-jährige Jubiläum des Zeichentrickfilms Lupin III und das 40-jährige Jubiläum des Mangas Ein Supertrio. Der Film spielt in den 1980er Jahren, der Zeit von Ein Supertrio. Lupin trägt die rosa Jacke aus Lupin III.: Part III. Am 6. Dezember 2022 wurde der Rest der Besetzung bekannt gegeben, darunter Akio Otsukas erster Auftritt als Daisuke Jigen in einem Lupin III-Film, Rika Fukami (als Ersatz für Toshiko Fujita) als Rui Kisugi und Mugihito (als Ersatz für Tamio Ōki) als Sadagatsu Nagaishi.

## Besetzung und Synchronisation
Die deutsche Synchronisation des Films übernahm die Arena Synchron GmbH in Berlin, nach einem Dialogbuch und Dialogregie von Matthias von Stegmann.
| Rolle                | Schauspieler     | Deutscher Synchronsprecher |
| -------------------- | ---------------- | -------------------------- |
| Arsène Lupin III     | Kan'ichi Kurita  | Peter Flechtner            |
| Hitomi Kisugi        | Keiko Toda       | Schaukje Könning           |
| Daisuke Jigen        | Akio Ōtsuka      | Tilo Schmitz               |
| Nami Kisugi          | Rica Fukami      | Andrea Aust                |
| Goemon Ishikawa XIII | Daisuke Namikawa | Peter Reinhardt            |
| Love Kisugi          | Chika Sakamoto   | Silvia Mißbach             |
| Fujiko Mine          | Miyuki Sawashiro | Sarah Riedel               |
| Inspektor Zenigata   | Kōichi Yamadera  | Stefan Staudinger          |
| Toshi Utsumi         | Yoshito Yasuhara | Gunnar Helm                |
| Sadatsugu Nagaishi   | Mugihito         | Joachim Pukaß              |
| Michael Hines        | Banjô Ginga      | Jürgen Kluckert            |
| Dennis               | Hiroki Tôchi     | Dennis Schmidt-Foß         |
| Berger               | Takayuki Sugô    | Erich Räuker               |

## Musik
Die Instrumentalband Fox capture plan spielte das Intro sowie Interpretationen von Kazuo Otanis Filmmusik für den Anime Ein Supertrio.

## Veröffentlichungen
Das CGI ONA-Special entsteht unter der Regie von Kōbun Shizuno und Hiroyuki Seshita und ist 2023 weltweit exklusiv bei Amazon Prime Video erschienen.